# 十三太保 (電視劇)
《十三太保》   是香港無綫電視1982年播出的電視連續劇，全劇共20集，以唐末群雄割據為背景。監製李鼎伦，主要演員有黃日華、湯鎮業、陳玉蓮等。主題曲由羅文主唱。

## 演員
- 秦沛飾李克用
- 劉兆銘飾朱溫
- 陳玉蓮飾雲蘿公主
- 惠天賜飾史敬思
- 湯鎮業飾康君利
- 黃日華飾李存孝
- 董瑋飾李存直